# ISO 3166-2:PE
Kódy ISO 3166-2 pro Peru identifikují 25 regionů a 1 obec (stav v březnu 2015). První část (PE) je mezinárodní kód pro Peru, druhá část sestává ze tří písmen identifikujících region.

## Seznam kódů
| kód    | region                   | hlavní město regionu |
| ------ | ------------------------ | -------------------- |
| PE-AMA | Amazonas                 | Chachapoyas          |
| PE-ANC | Ancash                   | Huaraz               |
| PE-APU | Apurímac                 | Abancay              |
| PE-ARE | Arequipa                 | Arequipa             |
| PE-AYA | Ayacucho                 | Ayacucho             |
| PE-CAJ | Cajamarca                | Cajamarca            |
| PE-CAL | Callao                   | Callao               |
| PE-CUS | Cuzco                    | Cuzco                |
| PE-HUC | Huánuco                  | Huánuco              |
| PE-HUV | Huancavelica             | Huancavelica         |
| PE-ICA | Ica                      | Ica                  |
| PE-JUN | Junín                    | Huancayo             |
| PE-LAL | La Libertad              | Trujillo             |
| PE-LAM | Lambayeque               | Chiclayo             |
| PE-LME | Lima – metropolitní obec | Lima                 |
| PE-LIM | Lima                     | Lima, Huacho         |
| PE-LOR | Loreto                   | Iquitos              |
| PE-MDD | Madre de Dios            | Puerto Maldonado     |
| PE-MOQ | Moquegua                 | Moquegua             |
| PE-PAS | Pasco                    | Cerro de Pasco       |
| PE-PIU | Piura                    | Piura                |
| PE-PUN | Puno                     | Puno                 |
| PE-SAM | San Martín               | Moyobamba            |
| PE-TAC | Tacna                    | Tacna                |
| PE-TUM | Tumbes                   | Tumbes               |
| PE-UCA | Ucayali                  | Pucallpa             |